# Precio voluntario para el pequeño consumidor
La Tarifa de Último Recurso (TUR) fue una tarifa eléctrica fijada al 100% por el Gobierno de España sobre el precio de la electricidad.
Estuvo vigente desde el 1 de julio de 2009 hasta el 31 de mayo de 2014, cuando fue sustituida por el Precio Voluntario para el Pequeño Consumidor. Actualmente se sigue utilizando esta denominación a los contratos con bono social  activo. La TUR reemplazó a la Tarifa Integral debido al proceso de liberalización de la energía promovido por la Unión Europea. En caso del suministro de gas natural la TUR lleva operativa desde julio de 2008.
Una de las novedades que introdujo esta liberalización de la energía la constituyó el hecho de que la TUR debía ser ofrecida por las compañías comercializadoras de último recurso, que deben ser distintas de la compañía distribuidora que cubra esa zona.
Las tarifas de último recurso eran de aplicación a los consumidores conectados en baja tensión y con potencia contratada menor o igual a 10 kW, que contraten el suministro con un comercializador de último recurso. Existía un único tipo de tarifas de último recurso denominado Tarifa TUR que se aplicaba a los suministros efectuados a tensiones no superiores a 1 kV y con potencia contratada menor o igual a 10 kW.

## Modalidades
Opcionalmente, los consumidores que dispongan del equipo de medida adecuado, podrán acogerse a la modalidad con discriminación horaria (2.0 DHA) que diferencie dos periodos tarifarios al día, periodo 1 y periodo 2, o a la modalidad con discriminación horaria supervalle (2.0 DHS) con tres periodos tarifarios al día, periodo 1, periodo 2 y periodo 3.

### Supervalle
La discriminación horaria diferencia tres periodos tarifarios al día: periodo 1, periodo 2 y periodo 3 (*supervalle*), que serán los mismos durante el invierno y el verano. La duración de cada período será la que se detalla a continuación:
| Períodos tarifarios | Duración       | Horas               |
| ------------------- | -------------- | ------------------- |
| P1                  | 10 horas / día | 13-23 h             |
| P2                  | 8 horas / día  | 0-1, 7-13 y 23-24 h |
| P3                  | 6 horas / día  | 1-7 h               |

## Precio Voluntario para el Pequeño Consumidor (PVPC)
El precio voluntario para el pequeño consumidor es el precio máximo que podrán cobrar los comercializadores que asuman las obligaciones de suministro de referencia a aquellos consumidores que, de acuerdo con la normativa vigente, cumplan los requisitos para que les resulten de aplicación. El PVPC viene a sustituir a las tarifas de último recurso existentes hasta la aprobación de la nueva Ley del Sector Eléctrico de 2013. En otras palabras, el PVPC es la tarifa regulada de electricidad.
Desde el 1 de abril de 2014, Red Eléctrica de España está encargada de calcular y publicar los nuevos Precios Voluntarios para el Pequeño Consumidor (PVPC). Para ello, ha desarrollado un servicio de información a través del cual el pequeño consumidor puede conocer el precio de la energía eléctrica que se le aplicará, de acuerdo con el Real Decreto 216/2014 publicado en el BOE del 29 de marzo. Estos precios son variables cada hora y reflejan el comportamiento del mercado mayorista. Se publican el día previo por la noche en la propia web de Red Eléctrica, (a partir de las 20:15 se conoce el precio por tramos horarios del día siguiente: de 00:00 a 24:00). Aunque han surgido numerosas web que simplifican la visualización de los datos para el usuario medio.
El PVPC repercute sobre la tarifa en el término variable de energía, significando entre el 30 % y el 35% del total de la factura. La factura de energía eléctrica se completa con la suma de, además, un término fijo proporcional a la potencia contratada por el usuario así como los impuestos que establece la legislación vigente. En cualquier caso, se aplicará el precio por hora que el usuario va a pagar por cada kWh consumido.
El PVPC se aplicará a todos los consumidores residenciales, tanto si tienen contador inteligente con medición horaria como si aún no lo han instalado. En este último caso, los precios se aplicarán tomando como base los perfiles que Red Eléctrica de España elabora con la nueva metodología aprobada y que se publican cada semana en su propia web.
Según la Orden Ministerial IET/290/2012, de 16 de febrero de 2012, todos los usuarios deben contar con un contador inteligente equipado en el año 2018, si bien su implantación será paulatina. Se calcula que existen unos 16 millones de consumidores a los que les aplica el PVPC.
Esta tarifa sólo puede ser ofertada por las compañías que hayan sido designadas por el Ministerio de Industria como comercializadoras de referencia.
El pasado 24 de enero de 2020 se publicó la Circular 3/2020, de 15 de enero, de la Comisión Nacional de los mercados y de la Competencia (CNMC), por la que se establece una nueva metodología para el cálculo de los peajes de transporte y distribución de electricidad. Esta nueva metodología cambia radicalmente cómo se factura el Precio Voluntario del Pequeño Consumidor (PVPC) del mercado regulado. Y es, además, una respuesta del regulador al escaso número de consumidores de PVPC con discriminación horaria. Tras varias prórrogas, está previsto que entre en vigor el 1 de junio de 2021.

## Precio Voluntario para el Pequeño Consumidor (PVPC) en España desde el 1 de junio de 2021
La tarifa PVPC es la tarifa eléctrica regulada en España denominada 2.0 TD. Se aplica desde el 1 de junio de 2021 como Precio Voluntario para el Pequeño Consumidor de baja tensión de electricidad hasta 1kV, con potencia contratada hasta 10 kW, y con discriminación horaria en 3 periodos:
- Punta, horas con el precio más elevado. Es cuando más energía se suele consumir.
- Llano, horas con un precio medio, cuando el consumo es más moderado.
- Valle, horas con el precio más bajo, cuando menos energía se consume.

Se trata de que el pequeño consumidor adapte su consumo horario conociendo de antemano el precio que va a costar la luz cada hora del día. Para ello se han instalado contadores inteligentes de medición del consumo eléctrico en cada vivienda y los consumidores con un contrato del tipo PVPC pueden saber cuales son las horas más caras y más baratas.
Para ello Red Eléctrica de España publica cada día a las 20:15 horas los precios horarios para el día siguiente, que se muestran tanto en la web de eSIOS (Sistema de Información del Operador del Sistema) como en la app redOS para dispositivos móviles. Además, existen numerosas herramientas en internet que ofrecen el precio de la luz hoy, donde consultar el precio de la luz por horas hoy o de cualquier otro día.

## Nuevo cálculo del PVPC con tope del gas desde el 15 de junio de 2022
El Boletín Oficial del Estado (BOE) publicó el 14 de mayo de 2022 el real decreto ley por el que se establece un mecanismo temporal para reducir el precio de la luz en el mercado mayorista. Se trata de la propuesta acordada entre España y Portugal de poner un tope al precio del gas que sirve para generar electricidad durante un año, a 40 euros/MWh durante los primeros 6 meses.
Este método de cálculo lo aprobó la Comisión Europea el día 8 de junio de 2022 en una intervención de su presidenta Ursula von der Leyen: "Este sistema de mercado marginal ya no funciona. Tenemos que reformarlo, tenemos que adaptarlo a las nuevas realidades de las renovables dominantes. Esta es la tarea que tiene la Comisión ahora. No es trivial, es una reforma enorme. Nos llevará tiempo y tiene que estar bien pensado pero tenemos que dar un paso adelante para adaptar nuestro mercado de la electricidad a las condiciones modernas", explicó Ursula von der Leyen. El primer paso lo ha dado la península ibérica, considerada como una "isla energética". Es la denominada "excepción ibérica", por su escasa interconexión energética con el resto del continente europeo.
Bruselas ha puesto como condición que España modifique el método de cálculo de la tarifa regulada de la luz y que este cambio se comience a aplicar a partir de 2023. Una de las condiciones para la aprobación del mecanismo por parte de la Comisión Europea es la reforma del actual precio voluntario para el pequeño consumidor (PVPC). España se compromete a presentar una nueva metodología de cálculo antes del 1 de octubre para introducir precios más estables y desvincular al recibo del mercado mayorista.
El 15 de junio de 2022 comenzó a aplicarse el tope del gas a 40 euros/MWh, siendo menor de lo esperado el descenso del PVPC debido a que ese día, y los 5 siguientes, se sufrió una ola de calor en Europa de 2022, lo que obligó a la mayor producción de ciclos combinados en un año (4 de cada 10 MWh consumidos procedieron del gas) y uno de los más altos desde que hay registros, en gran medida por la ola de calor. Por el contrario, la eólica y la solar, mucho más baratas, redujeron su aportación esos días.
En el nuevo cálculo del PVPC se suma la compensación a las centrales de cogeneración y a los ciclos combinados. Esta compensación la abonan los consumidores que se vean beneficiados por la medida: quienes están en el mercado regulado (PVPC) o quienes, pese a estar en el mercado libre, tienen una tarifa referenciada al mercado mayorista. Quienes no pagan esta compensación son las exportaciones de energía eléctrica desde España a Francia, por lo que este país es el mayor beneficiado por esta medida de recorte del precio, con la consecuencia previsible de aumentar la importación de energía barata desde la península ibérica desde el mismo momento en que comenzó a aplicarse esta nueva tarifa, mucho más económica que los precios eléctricos franceses.
El Gobierno español se ha comprometido a que los precios bajarán más de un 30% en el mercado mayorista (hasta el entorno de los 130 euros por MWh; algo más de 160 si se incorpora la compensación). Y de entre un 15% y un 20% en el recibo de los hogares que cuentan con una tarifa regulada (PVPC), una vez incluidos los cargos y peajes de carácter fijo. El impacto final del mecanismo sobre los precios dependerá de la cotización del gas (del que depende el coste de compensación), del volumen de gas que sea necesario para la generación eléctrica y del peso de las renovables (las más económicas) en cada jornada. Los efectos del tope del gas en el PVPC se podrán analizar a posteriori, cuando repercuta en un descuento real en la factura eléctrica con PVPC en los próximos meses.
El PVPC es 5,5 euros más barato que la media de las nuevas tarifas ofrecidas por las eléctricas para el segundo semestre de 2022, incluso antes del tope al gas. Con esta medida más de 6 de cada 10 ofertas del mercado libre ya son más caras que el mercado regulado. Sobre todo se verán favorecidos los contratos con bono social activo, que reducirán su factura eléctrica, y que han estado pagando muy cara los 12 meses anteriores a aplicar esta medida regulatoria.